# Spornossexual
Spornossexual (do inglês: spornosexual) é um neologismo que faz referência às pessoas que cuidam em grande maneira seu aspecto físico, se caracterizam por se realizar tatuagens e piercings e por levar pouca roupa para assim os exibir junto a seu corpo tonificado. Espornossexualidade cria-se da combinação do inglês "sport" e "porn", cunhado pelo jornalista Mark Simpson no Daily Telegraph, quem também dispôs o termo metrossexual e retrossexual, sendo uma identidade sexual.
Num sentido geral, a esporno-sexualidade baseia-se na estética que muitos homens hoje em dia adotam integrando a sua vida os desportes e a pornografía. Muitos definem sporno-sexual como um estilo de vida que se apoia na musculatura, narcisismo, tatuagens e sexo.
Foi então 2004 que Mark Simpson propôs o termo "sporno" num artigo na revista Out, para assim descrever às celebridades do desporto que foram "fetichizados por si mesmos". Depois, no ano 2014, a palavra entrou a ser utilizada no léxico diário graças a um artigo deste jornalista no Daily Telegraph; no artigo referiu-se aos homens com coeficientes influenciados pela cultura dos meios sociais com "corpos gravados em baixo relevo", tatuagens, piercing, escotes pronunciados, barbas adoráeis e com melhor aspecto físico. Dito artigo anexava uma fotografia de Dão Osborne, um dos membros do reality show The Only Way Is Essex, como um exemplo do (e)spornossexualismo.